# Pere Nasplers
Pere Nasplers regí el magisteri de l’orgue de la Catedral de Girona l’any 1538.